# ホンダ・Via

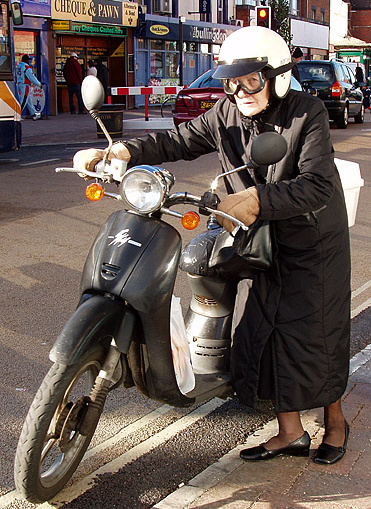
ホンダ・SKY（欧州仕様）

ビア (Via ) とは、本田技研工業がかつて生産していたスクータータイプの原動機付自転車（オートバイ）である。ヨーロッパではスカイという商標で販売された。

## 概要
1987年のNS125Rや1989年のNSR125Fと同様にホンダ・イタリア・インダストリアーレ (Honda Italia Industriale S.p.A. ) で製造され、日本に輸入され国内の型式認定を受けた上で1997年7月に発売された。
日本ではエクスプレス以来の前後16インチホィールでヨーロッパではハイホィールスクーターと呼ばれるジャンルの車種である。スタイリングは丸目で独立のヘッドライト、バーハンドル、丸形小型ウィンカーや丸形テールランプ、フォークブーツなどレトロ風なパーツを持つが、全体のフォルムとしてはレトロ一辺倒ではない。ヨーロッパでは'Neo Retro'と称していた。フロントサスペンションはグリスダンパーのテレスコピック、リアはユニットスイングでフロントディスクブレーキ、リアはドラムブレーキである。前後キャストホイールであるが、タイヤはチューブレスではなくチューブ入りである。
グリメカ製ブレーキキャリパーやデロルト製のキャブレター (PHVA12FS) 、ドゥカティ製のレギュレイトレクチファイヤー及びイグナイター、ピレリまたはミシュランの前後タイヤなどヘッドライトバルブにいたるまでヨーロッパ製のパーツを用いている。エンジンは強制空冷2ストローク縦型シリンダー・クランクケースリードバルブのAF43Eで、マフラー入口にはリストラクターと呼ばれるカラーが溶接されてパワーが絞られている。駆動系のパーツは一部国産ホンダ車と互換性がある。車体色はコスタブルー1色のみでシートとホイールはサンダーオレンジとなる。
発売時の日本でのホンダ50ccクラススクーターの主流だったライブディオと比較しパワーが劣ること、シート下はガソリンタンクとオイルタンクでメットインがなく積載性で劣ること、価格が比較的高額といったことから日本では人気がなく早々に絶版となった。

## スカイ (欧州用)
スカイ (Sky ) （「空（そら）」の意味）。スタンダードは1997年2月に発売され、イタリア以外にベルギー、ドイツ、フランス、スペイン、ポルトガル、スイス、オランダでも販売された。バリエーションモデルとして、ライトリムやウィンカーリム、テールランプガーニッシュ等をメッキとしたスカイ・クラシック（デラックス）が1998年から発売された。また、フロントフェンダー、レッグシールド等のカウル類をスケルトンとしたスカイ・ヴェトロ（ファン）が1998年から発売された。ビアはスタンダードバージョンに相当し、車体色も1色のみだったが、スカイにはビアと同色も含み何色ものバリエーションがあった。EURO-1排ガス規制に適合し、2003年まで販売された。
なお日本国内では1982年 - 1984年に同商標のスクーターが製造販売されていたが、別車種である。